# Síganme los buenos a la vecindad del Chavo
Síganme los Buenos a la Vecindad del Chavo es un LP recopilatorio de grabaciones anteriores de Roberto Gómez Bolaños y publicado en la ciudad de México, a raíz del éxito que protagonizaban las series El Chavo del Ocho y El Chapulín Colorado. Todas las canciones fueron compuestas por el creador de las series Roberto Gómez Bolaños, y fueron interpretadas por los actores.

## Lista de canciones
Todas las canciones escritas y compuestas por Chespirito. 
| Canciones |                                 |          |  |
| N.º       | Título                          | Duración |  |
| 1.        | «La Vecindad del Chavo»         | 3:30     |  |
| 2.        | «Campeón»                       | 2:34     |  |
| 3.        | «Peluchín»                      | 2:34     |  |
| 4.        | «Paco el Bueno»                 | 2:39     |  |
| 5.        | «La Pata y El Tulipán»          | 2:35     |  |
| 6.        | «Churin Churín Fun Flais chavo» | 3:07     |  |
| 7.        | «Con un Poco de Imaginación»    | 3:14     |  |
| 8.        | «La Juguetería»                 | 4:10     |  |
| 9.        | «El Burro Matías»               | 2:06     |  |
| 10.       | «Óyelo, Escúchalo»              | 1:53     |  |
| 11.       | «La Marcha de Los Santos Reyes» | 1:58     |  |
| 12.       | «Eso, Eso, Eso»                 | 3:23     |  |
| 13.       | «Los Cuentos de Abuelita»       | 2:44     |  |
| 14.       | «Las Brujas»                    | 3:01     |  |
| 15.       | «Nacer»                         | 3:18     |  |
| 16.       | «Payasos»                       | 2:28     |  |
| 17.       | «Anhelo»                        | 2:32     |  |
| 18.       | «El Ruido»                      | 2:42     |  |
| 19.       | «La Ciruela Pasa»               | 2:33     |  |
| 20.       | «Que Venía Santa Claus»         | 3:01     |  |
| 21.       | «Gracias Cri Cri»               | 3:35     |  |
| 22.       | «Andón Pirulero»                | 3:30     |  |
| 23.       | «Los Astronautas»               | 2:39     |  |
| 24.       | «La Princesa Palomita»          | 3:10     |  |
| 25.       | «Mucha Suerte Matador»          | 2:38     |  |
| 26.       | «Un Rinconcito Especial»        | 2:31     |  |
| 27.       | «Bailando»                      | 3:04     |  |
| 28.       | «Idilio Sin Igual»              | 2:37     |  |
| 29.       | «Dime Abuelito»                 | 2:25     |  |
| 30.       | «Buenas Noches Vecindad»        | 4:16     |  |

- Datos: Q19359160